# Матиас V фон дер Шуленбург
Матиас V фон дер Шуленбург (на немски: Matthias V Freiherr von der Schulenburg; * 14 ноември 1578; † 17 януари 1656) е фрайхер от род фон дер Шуленбург от клон „Бялата линия“.

## Произход
Той е син на фрайхер Даниел I фон дер Шуленбург (1538 – 1594) и съпругата му Еренгард (Армгард) фон Алтен (пр. 1538 – сл. 1611), дъщеря на Кристоф фон Алтен († 1538) и Магдалена фон Крам (1514 – 1599). Внук е на граф Матиас III фон дер Шуленбург († 1542, битка при Пеща, Унгария) и втората му съпруга Анна фон Венкщерн († 1575). Потомък е на рицар Фриц I фон дер Шуленбург († сл. 1415) и рицар Вернер II фон дер Шуленбург († сл. 1304).
През 14 век синовете на Вернер II разделят фамилията в Алтмарк на две линии, рицар Дитрих II (1304 – 1340) основава „Черната линия“, по-малкият му брат рицар Бернхард I († сл. 1340) „Бялата линия“. Днес родът е от 22. генерация.
Матиас V фон дер Шуленбург умира на 17 януари 1656 г. на 78 години. Брат му Хенинг III фон дер Шуленбург (1587 – 1637) се жени на 25 юни 1611 г. за Катарина Шенк фон Флехтинген († сл. 1638), сестра на съпругата му Маргарета Шенк фон Флехтинген.

## Фамилия
Матиас V фон дер Шуленбург се жени 1609 г. за Маргарета Шенк фон Флехтинген (* 21 юни 1571; † 11 септември 1636), дъщеря на Вернер Шенк фон Флехтинген († 1597) и Сабина фон Бредов († 1632). Те имат 17 деца:
- Еренгард фон дер Шуленбург (* юли 1611, Алтенхаузен; † 7 феврари 1677, Еркслебен), омъжена на 20 февруари 1640 г. в Еркслебен за Йоахим III фон Алвенслебен (* 20 февруари 1612; † 10 декември 1645), син на Гебхард Йохан I фон Алвенслебен (1576 – 1631) и Гертруд фон Велтхайм (1585 – 1622)
- Даниел III (1612 – 1660)
- Вернер XXIII (1613 – 1635)
- Матиас (1615 – 1636)
- Александер III фон дер Шуленбург (* 23 септември 1616; † 17 март 1683), фрайхер, женен I. за Аделхайд Агнес фон Алвенслебен (1636 – 1668), II. 1671 г. за Анна София фон Бисмарк (1645 – 1705)
- Хенинг († 1623)
- Бернд Фридрих († 27 септември 1636)
- Кристиан († 12 септември 1636)
- Магдалена († 1624)
- Сабина (1619 – 1672)
- Анна Катарина
- Ханс († 1628)
- Маргарета Катарина († 1636)
- Якоб Готфрид († 1629)
- Ливия Агнес († 1631)
- Густав Адолф фон дер Шуленбург (* 4 октомври 1632, Алтенхаузен; † 27 септември 1691, Хале на Заале), фрайхер, наследствен господар в Емден, женен I. 1658 г. за Петронела Отилия фон Швенке (1637 – 1674), II. 1676 г. за Анна Елизабет фон Щамер (* 1657; † 30 декември 1722)
- дете